# Museu de Cabangu
O Museu de Cabangu é um museu brasileiro, situado a 16 quilômetros do centro da cidade de Santos Dumont, no estado de Minas Gerais. É dedicado à memória do Santos Dumont, o Pai da Aviação.
Conserva-se ainda no sítio, a casa onde nasceu o menino Alberto Santos Dumont, objetos pessoais, fotos e o museu da aviação.
No Museu estão depositadas também as cinzas da primeira piloto mulher da aviação brasileira, Anésia Pinheiro Machado.

## Cabangu
Existem três versões para o significado da palavra "Cabangu":
- A primeira, um tanto folclórica, vem da transformação da frase "Acabou o angu", usada pelos antigos moradores na época da construção da ferrovia na região, que com o decorrer do tempo transformou-se em Cabangu.
- A segunda, seria um local onde residia, na época da Inconfidência Mineira, um caboclo que teria como sobrenome "Cabangu". Cuja linhagem de descendência era da nobreza Walias, sendo adulterada com o passar dos tempos. Valias significado de nobreza e riqueza ancestral.
- A terceira, cuja etimologia seria originária do tupi, nome do início da região da Mantiqueira: "Caa (mata) / bangu (escura).[2]

## Problemas financeiros
O Museu vem sofrendo por falta de dinheiro no caixa, dívidas trabalhistas e impossibilidade de manutenção e restauração do conteúdo. A instituição chegou a tentar fazer financiamento coletivo, mas já foi fechada algumas vezes por falta de verbas.